# Aplicação de microfones

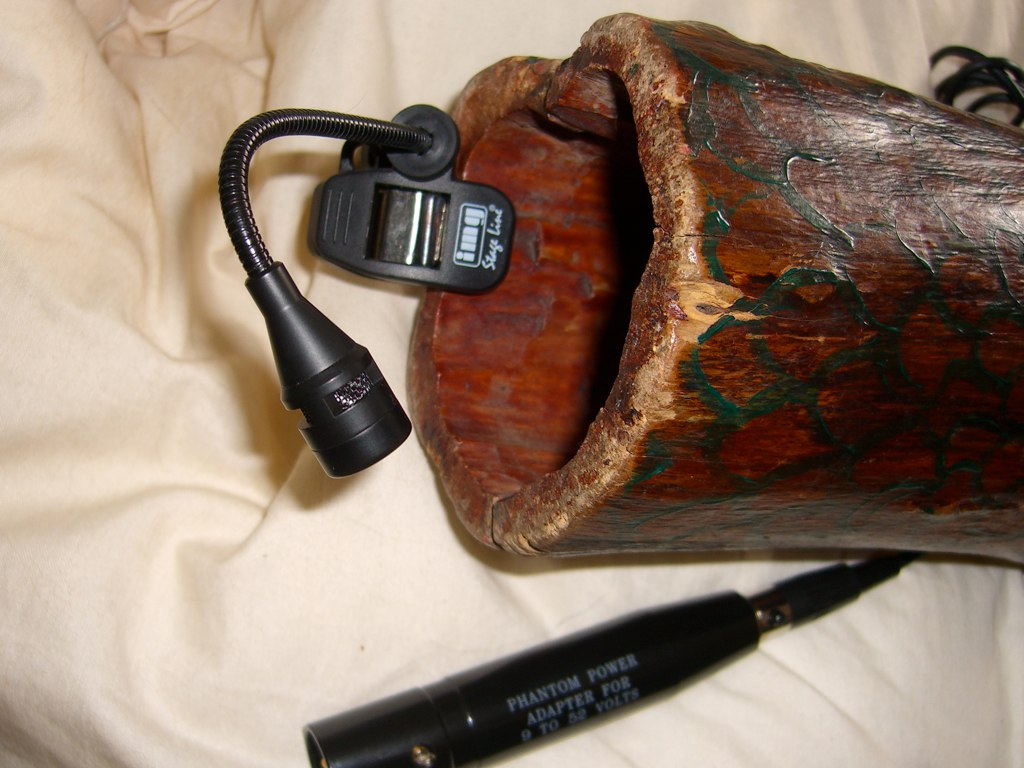
Um didjeridu microfonado com um pequeno microfone condensador phantom power que está preso ao instrumento.

Há uma variedade de microfones e técnicas bem desenvolvidas usadas para gravação musical, filmes ou fontes vocais. Captando sons como parte de um sistema de reforço de som. A escolha da técnica depende que um determinado número de fatores, incluindo:
- O que deseja capturar ou evitar, como a recepção de ruídos estranhos. Isso pode ser em um concerto, especialmente na amplificação de apresentações, quando o áudio de retorno pode ser um problema significativo. De outro modo, esse pode ser o resultado esperado, em situações quando o barulho ambiente é útil (reverberação de ambiente; reações da audiência, tais como aplausos).
- Conforme a direção da captação: em algumas configurações, tais como um vídeo caseiro de uma festa de aniversário, a pessoa pode desejar captar todos os sons na sala, o ideal seria um microfone omnidirecional. No entanto, se uma equipe técnica de uma TV de notícias está filmando um reporte em um protesto barulhento, eles talvez desejem capturar apenas sua voz, fazendo o uso de um microfone cardioide é mais indicado.
- Escolha do tipo de sinal: mono, estéreo ou multi-canal.
- Tipos de fontes sonoras: instrumentos acústicos produzem um som muito diferente de instrumentos elétricos amplificados, que são, por sua vez, diferentes da voz humana.
- Níveis de pressão sonora: um microfone que está gravando um alaúde antigo não vai lidar com altos níveis de pressão sonora, que poderia ocasionar distorções. Em contrapartida, um microfone usado para gravar a bateria de um metal pesado ou um low brass pode ter que lidar com isso
- Em algumas circunstâncias o microfone não deve ser visível, ou haver um microfone tão próximo não seja apropriado. Nas cenas de um filme, o microfone talvez possa ser colocado sobre um porta-retrato fora de visão. Desta forma há sempre um certa distância entre o ator e o microfone.
- Processamento: se o sinal está destinado a ser altamente processado, ou mixado, um diferente tipo de input talvez deva ser necessário.
- O uso de uma espuma, assim como um pop-filter, são ideais para reduzir as explosões vocais.

## Técnicas básicas
Há vários tipos de microfone focados em gravar e amplificar.

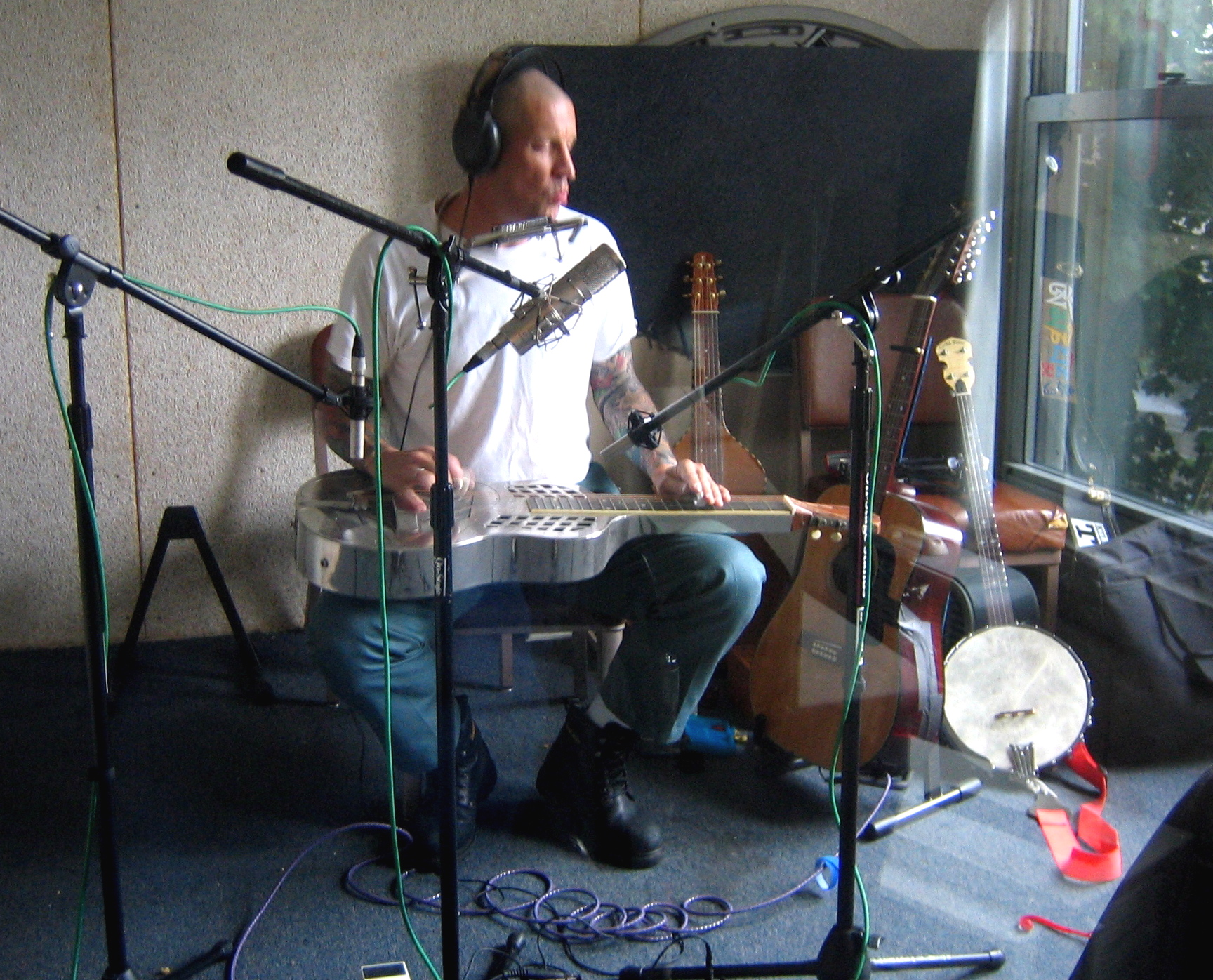
Lloyd Thayer tocando uma guitarra National Steel em um show de rádio.

- Em uma captação próxima, um microfone é colocado relativamente perto de um instrumento ou fonte sonora, entre meio palmo a um palmo e meio, produzindo um natural sem nenhuma reverberação.[1] Isso é útil para reduzir barulhos indesejáveis, mesmo em salas com reverberação. É normalmente usada quando é necessário gravar um grande número de instrumentos em quanto mantêm os sinais separados, ou quando se tenta evitar o retorno em uma performance com amplificação. Fechar a microfonação, muitas vezes, afeta a frequência de resposta do microfone; especialmente em microfones direcionais que acabam apresentando um reforço de grave pelo efeito de proximidade. Usada universalmente na gravação de instrumentos do pop e música popular. Exemplos de faixas utilizando o microfonação fechada nos vocais estão presentes em muitos sons como Elliott Smith, de Elliott Smith e Either/Or, ou "The Fear" de Lily Allen. O coro em "Glamorous" de Fergie; a condução de Imogen Heap em "Hide and Seek" e os versos falados de Madona em "Erotica".[2]
- Na microfonação ambiente, ou distante, um microfone — geralmente mais sensível — é colocado em algum lugar que esteja longe de fonte sonora. O objetivo desta técnica é conseguir uma ampla e natural capturado de uma fonte sonora ou mais, junto do som ambiente; incluindo a reverberação da sala ou salão. Exemplo são o Psicocandy de Jesus e Mary Chain (exceto nos vocais), Os vocais de Robert Plant nas músicas de Physical Graffiti, o vocal principal de Tom Waits na sua gravação de "junkyard" e os vocais principais de Mick Jagger nas músicas de Exile On Main Street.[3]
- Em uma captura de sala com um microfone distante, referido como "microfone de sala" e usado em conjunto com um microfone próximo, geralmente colocado distante o suficiente do ponto em que o som é mais alto na sala; onde o som ambiente e a reverberação se tornam equivalentes, que não seja maior que a própria fonte sonora.[4] Sempre presente no pop, é o padrão da indústria para gravações rítmicas de guitarras no rock. Um exemplo célebre é o ritmo da guitarra em "Communication Breakdown"[4] do Led Zeppelin. Outros exemplos são as partes com guitarra em "BloodSugarSexMagik" de John Frusciante, a guitarra principal de Noel Gallagher em "Champagne Supernova" e a guitarra de Billy Corgan em "Cherub Rock", "Today", "Bullet With Butterfly Wings", "Zero", "Fuck You (An Ode To No One)".[5]
- Para acentuar o posicionamento do microfone ou uma pequena área. Frequentemente, o tom e as qualidades do ambiente soará muito diferente entre uma captação distante e uma próxima. Sub certas circunstâncias, é difícil obter uma gravação natural balanceada quando há a mixagem de dois canais juntos. For exemplo, se um instrumento solo pertencente a uma orquestra precisa de um microfone extra para adicionar mais volume e presença, colocar o microfone perto demais poderia resultar em uma captação de sons que estejam muito presentes, não natural e fora de contexto com a captação distante da orquestra em geral.  Para evitar este problema, deve se encontrar a melhor distância.

- Um microfone colocado a uma distância razoavelmente próxima do instrumento ou seção com um conjunto maior (mas não tão perto que soe estranho), é considerado uma acentuação de captação, ou de uma pequen área. Quando uma acentuação de microfonação é usada, deve se ter cuidado para não exceder a captação na hora de escolher o local. A quantidade de acentuação do sinal introduzida na mixagem deve soar natural em relação ao volume geral da captação. Uma boa acentuação de microfone deve ser apenas um adicional de presença para uma passagem solo, e não soar como uma captação separada, fácil de ser identificada.

- O uso instrumental de microfones tem sido desenvolvido por muitos compositores experimentais, músicos e artistas sonoros. Eles utilizam os microfones de formas não convencionais, por exemplo, usando eles com objetos, os movendo entorno ou em contato com o microfone para enfeitar o som e conseguir amplificar outros sons que estejam muito baixo. Karlheinz Stockhausen usou movimentos de microfone por músicos em "Mikrophonie I" para descobrir os diversos sons de um grande tantã,[9] e Pauline Oliveros amplificou caixas de maçã em contato com microfones.[10]

## Outras técnicas

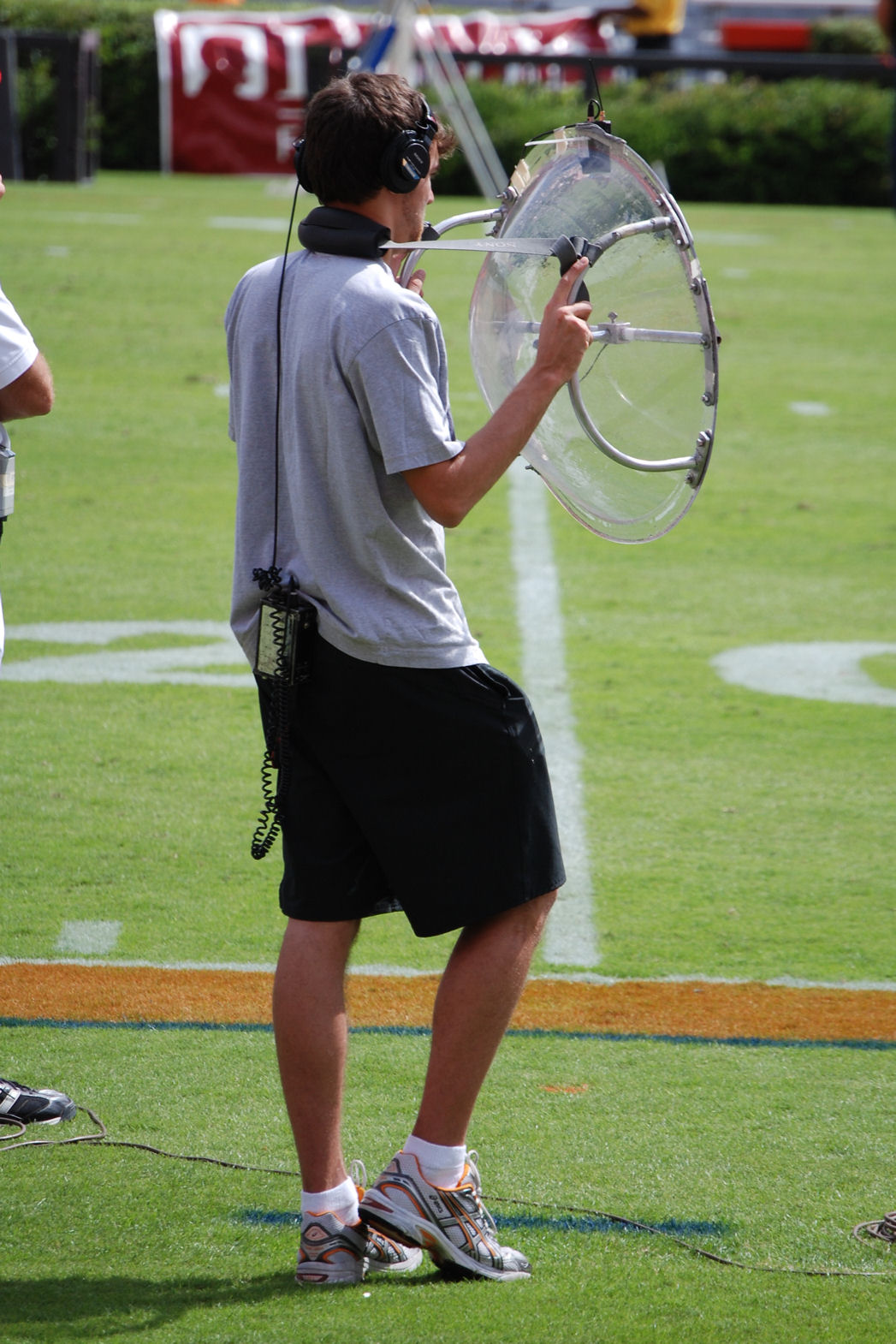
Um microfone parabólico usado para capturar sons no campo durante um fogo de futebol.

Microfones parabólicos são usados para capturar sons em campo durante jogos de futebol. O prato parabólico é, metaforicamente, comparado a uma lente fotográfica de logo alcance, pelo modo que ele pode focar a captura do som.

## Gravação multipista
Muitas vezes, cada instrumento ou vocalista é microfonado separadamente, com um ou mais microfones gravando em canais separados (faixas). Na pós-produção, os canais são cominados (mix final) para dois canais, estéreo, ou mais, como o surround. Os artistas não precisam performar no mesmo lugar simultaneamente; faixas individuais, ou seções de faixas podem ser regravadas para corrigir erros. Geralmente, efeitos como reverberação são adicionados para cada canal gravado; diferentes níveis são repassados para os canais direito e esquerdo para posicionar o artista no modo estéreo. Microfones também podem ser usados para gravar efeitos em geral, ou apena o efeito de uma performance de sala.
Isso permite um ótimo controle sobre o som final, mas gravar dois canais (gravações estéreo) é simples e barato; podendo fazer com que o som fique mais natural.

## Técnicas de gravação estéreo
Há dois recursos de som que o cérebro humano usa para situar objetos no campo sonoro estéreo entre os alto-falantes. Eles são o nível relativo (ou sonoridade) de diferença entre dois canais Δ L, e a diferença de atraso nas vezes de chegada para o mesmo som em cada canal Δ t. Os sinais "interaural" (binaural, ILD e ITD) nas orelhas não são sinais estéreos do microfone que são provenientes de alto-falantes; eles são chamados de sinais "intercanal" (Δ L e Δ t). Esses sinais não são normalmente mixados. Sinais de alto-falantes são diferentes do som que chega aos ouvidos. Veja o artigo "Gravações binaurais para fones de ouvido".

## Variedade de métodos da gravação estéreo

### Técnica X-Y

XY estéreo

Aqui estão dois microfones direcionais no mesmo local; especificamente colocados a 90  ou mais do outro. Um efeito estéreo é obtido por diferenças no nível de pressão sonora entre dois microfones. Devido à falta de diferença no tempo de chegada e ambiguidades, as características sônicas das gravações X-Y é geralmente perdida no "espaço"; elas têm menos profundidade em comparação a gravações empregando configurações AB.

Blumlein estéreo

Quando os microfones são bidirecionais e são colocados voltados a aproximadamente 45º em relação à fonte sonora. A configuração X-Y é chamada de par Blumlein. A imagem sônica produzida por essa configuração é considerada por muitas autoridades por criar um cenário realista de um quase palco sonoro holográfico.
Mais um refinamento do par Blumlein foi desenvolvido por EMI em 1958, chamado de "Estereossônico". Eles adicionaram um pouco de sinal cruzado acima de 700Hz para melhor alinhar o meio e as fontes fantasmas de agudos com o grave deles.

### Técnica A-B
Essa técnica utiliza dois microfones paralelos, tipicamente omnidirecionais, um pouco distantes, capturando o tempo de chegada da informação estéreo assim como algum nível de amplitude diferente na informação; especificamente se empregado perto da fonte sonora. A uma distância superior a 50 cm o mesmo tempo de atraso para um sinal chega primeiro em um microfone, então o outro ao lado em 1.5 ms (1 a 2 ms). Se a distância entre os microfones aumentou, sua eficiência do captador sonoro diminui. A uma distância de 70 cm, equivale à captação parecida com a configuração ORTF.

### Técnica M/S

Mid-Side estéreo

A técnica mid/side consiste em empregar um microfone bidirecional (com a forma de polar de um "8") voltado para o lado, e um cardioide (geralmente cardioide, embora Alan Blumlein descreva o uso de um omnidirecional em sua patente original bagunçada) posicionados para a fonte sonoro. As capsulas são posicionadas verticalmente e colocadas o mais próximas possível, para minimizar filtro de pente causado pelas diferenças no tempo de chegada.
Os canais esquerdo e direito são produzidos através de uma simples matriz: esquerda = mid + side, direita = mide - site ("menos" significa que você adicionou o sinal com a polaridade reversa). Essa configuração produz uma completa mono compatibilidade de sinal e, se o sinal mid/side são gravados (em vez da matriz esquerda e direita), a largura estéreo (e com isso a percepção de distância da fonte sonora) pode ser manipulada depois que a gravação tenha sido feita.

### Técnica do disco de Jecklin
A técnica do disco de Jecklin é similar a gravação A/B, com 2 microfones omnidirecionais a 36 cm um do outro. O som disco de absorção Jecklin de 35 cm é colocado no meio entre os dois microfones. O disco torna a aparente separação entre os microfones muito mais ampla em comparação com gravações A/B.

### Escolhendo uma técnica
Se um sinal estéreo pode ser reproduzido em mono, partes fora de fase do sinal serão canceladas. Isso pode causar redução indesejada ou perda de algumas partes do sinal. Isso pode ser um importante fator na escolha de que técnica usar.
- Uma vez que, as técnicas A-B usa diferentes fases para gerar a imagem estéreo, elas são menos compatíveis com mono.
- O disco de Jecklin possui uma distância pequena relativa entre os microfones. Frequências vindas lateralmente podem alcançar apenas um microfone e não se interferem. Portanto, o disco de Jecklin trabalha razoavelmente bem quando convertido para mono. O disco de Jecklin também causa mudanças de fases e diferenças de amplitudes, coincidido com o som de que as orelhas iriam ouvir em sua posição; portanto é adequado para reprodução em fones de ouvido.
- Nas técnicas de X-Y, os microfones devem ser idealmente posicionados exatamente no mesmo lugar, o que não é possível – se eles estiverem ligeiramente separados da esquerda para direita, pode haver alguma perda de altas frequências quando reproduzido em mono; então eles são muitas vezes separados verticalmente. Isso apenas causa problemas com o som acima ou abaixo da altura dos microfones.
- A técnica M/S é ideal para compatibilidade mono, já que junta o sinal esquerda+direita, devolvendo apenas o sinal Mid.

Para empregar certas técnicas é necessário às vezes o uso de equipamentos pequenos ou grandes dependendo da ocasião. Técnicas A-B geralmente usa dois microfones separados, frequentemente montados sobre uma barra para definir a separação. Capsulas de microfones X-Y podem ser montadas em uma unidade, ou mesmo sobre o topo de um gravador portátil.
Matrizes M/S podem sem muito compactas e encaixar facilmente dentro de um protetor para microfone, possibilitando gravações estéreo operadas por bastão. Eles providenciam uma gama de palcos sonoros variáveis para combinar com lentes de zoom, que pode ser manipulado na pós-produção. Isso fornece ao M/S uma técnica estéreo muito popular para gravações de filmes. Eles são muitas vezes usados em microfones pequenos "pinceis" para montar sobre câmeras de vídeo, às vezes até acoplado ao zoom.